# تیم ملی فوتبال وانواتو
تیم ملی فوتبال وانواتو نمایندهٔ کشور وانواتو در مسابقات بین‌المللی است که زیر نظر فدراسیون فوتبال وانواتو فعالیت می‌کند.
اولین بازی رسمی این تیم در تاریخ ۴ اکتبر ۱۹۵۱ میلادی در برابر تیم ملی فوتبال نیوزیلند برگزار شده‌است.